# Axel Runnqvist
Axel Claes Edvard Runnquist, (Hedvig Eleonora, Estocolm, 30 d'octubre, 1880, - Stocksund (Lilla Värtan), 10 de març, 1947, va ser un violinista suec.
Runnquist va estudiar al Conservatori Reial de Música del 1893 al 1898 i a Ginebra del 1901 al 1904. Va ser professor a l'escola de música de Richard Andersson de 1911 a 1933 i al conservatori de música de 1915 a 1945. Va ser membre del Kjellström Quartet de 1911 a 1913.
Runnquist va ser elegit el 30 de novembre de 1911, com a associat núm. 149 de la Reial Acadèmia de Música de Sueca i el 28 de maig de 1937, com a membre núm. 616.